# 南部良雄
南部良雄（日语：／ Nanbu Yoshio，1933年3月22日—），日本男子举重运动员。他曾代表日本参加1954年亚洲运动会举重比赛，获得一枚铜牌。他也曾参加1956年夏季奥林匹克运动会。